# Mashonaland Central
Mashonaland Central är en av tio provinser i Zimbabwe. Den täcker en yta på 28 195 km² och har en folkmängd på ungefär 1 384 891 (2022). Provinshuvudstaden är Bindura.
Provinsen är indelad i sju stycken distrikt, Bindura, Centery, Guruve, Mount Darwin, Rushinga, Shamva, Mazowe.